# Senecio calingastensis
Senecio calingastensis là một loài thực vật có hoa trong họ Cúc. Loài này được Tombesi mô tả khoa học đầu tiên năm 2001.